# 弁護士かあさん
『弁護士かあさん』（べんごしかあさん）は、1979年6月22日から10月26日まで毎週金曜日21:00 - 21:55に、TBS系で放映された日本のテレビドラマ。

## 出演
- 初見幸子：中村玉緒
- 初見太郎：日下武史
- 初見弥生：千石規子
- 佐々木米子：五十嵐めぐみ
- 初見拓也：原田潤
- 初見良助：谷村隆之
- 金子六平：奥田瑛二
- ：山田隆夫
- ：早乙女愛
- ：西村晃

ゲスト
- ：楠トシエ
- ：小桜京子
- ：三波伸介
- ：遠藤太津朗
- ：ハナ肇
- ：浅香光代

## スタッフ
- 原作：渥美雅子
- 脚本：岩間芳樹、小松君郎
- 演出：山田和也
- プロデューサー：山田和也、山本一夫、金川克斗志
- 主題歌：「やわらかい心」杉田二郎
- 製作： テレキャスト・TBS

## 前後番組
| TBS系列 金曜21時枠連続ドラマ | TBS系列 金曜21時枠連続ドラマ | TBS系列 金曜21時枠連続ドラマ |
| 前番組                       | 番組名                       | 次番組                       |
| ---------------------------- | ---------------------------- | ---------------------------- |
| 薔薇海峡                     | 弁護士かあさん               | 天中殺の女たち               |